# Novo Selo Podravsko
Novo Selo Podravsko (régi magyar neve Újfalu) falu Horvátországban, Varasd megyében. Közigazgatásilag Mali Bukovechez tartozik.

## Fekvése
Ludbregtől 8 km-re északkeletre, községközpontjától Mali Bukovectől 2 km-re délnyugatra, a Bednja jobb partján  fekszik.

## Története
Ismert tény, hogy a település a középkorban Nova Ves néven a bednjai uradalom központja volt és nemesi kúriával is rendelkezett. 1553-ban "Ujfalu", 1555-ben "Nova vez" alakban szerepel a korabeli forrásokban. 1643-tól a Draskovich család birtoka lett, akik Bukócszentpéter székhellyel szerveztek új uradalmat. A település ettől fogva a veliki bukoveci uradalomhoz tartozott. 1787-ben az első népszámláláskor 28 házat, 220 felnőttet és 55 gyermeket találtak a településen. 1857-ben 279, 1910-ben 329 lakosa volt. 1920-ig Varasd vármegye Ludbregi járásához tartozott. A 19. és 20. század fordulóján a falu Árpád-házi Szent Erzsébet tiszteletére kápolnát épített, mely az 1970-es évekre romossá lett. Az új kápolnát 1976-ban szentelték fel. A falu népességének maximumát 1953-ban érte el 364 fővel. Az utóbbi időben főként a szomszédos Županec felé terjeszkedett. 2001-ben 71 háza és 234 lakosa volt.

## Nevezetességei
- Árpád-házi Szent Erzsébet tiszteletére szentelt régi kápolnája a 19. és a 20. század fordulóján épült épült, de tönkrement. A mai kápolnát 1976-ban építették.
- A faluban fennmaradt egy hagyományosan épített gazdagon díszített homlokzatú régi parasztház is.